# Les Âmes noires (film)
Pour les articles homonymes, voir Les Âmes noires.
Pour plus de détails, voir Fiche technique et Distribution.
Les Âmes noires (Anime nere) est un film franco-italien coécrit et réalisé par Francesco Munzi, sorti le 18 septembre 2014 en Italie et le 1er octobre 2014 en France.
Le film est librement adapté du roman éponyme (it) de Gioacchino Criaco. Il est présenté en sélection officielle au festival international du film de Venise en 2014.

## Synopsis
Sur une terre où les lois du sang et le sentiment de vendetta ont encore le pas sur le reste, le film suit l'histoire d'une famille criminelle calabraise ('Ndrangheta) : une vengeance qui commence aux Pays-Bas, passe par Milan et prend fin en Calabre, sur les pentes de l'Aspromonte, où elle a aussi ses causes.
Le film raconte l'histoire de trois frères fils d'un berger, impliqués dans la délinquance de l'Aspromonte. Le plus jeune, Luigi est un trafiquant international de drogue ; Rocco vit à Milan avec sa femme Valeria et leur fille. Il n'accepte pas le style de vie de son frère cadet, mais il est chef d'entreprise grâce à son argent sale ; l'ainé, Luciano, se berce de l'illusion qu'il pourra éviter la confrontation et vivre de sa terre. Le fils Leo, dans la vingtaine, plein de rancœur et sans avenir, en tirant quelques coups de fusil sur le rideau de fer d'un bar protégé par le clan rival, déchaine une guerre entre familles qui poussera les personnages à la rencontre de leur destin tragique.

## Fiche technique
- Titre : Les Âmes noires
- Titre original : Anime nere
- Réalisation : Francesco Munzi
- Scénario : Francesco Munzi, Fabrizio Ruggirello et Maurizio Braucci, d'après le roman de Gioacchino Criaco
- Photographie : Vladan Radovic
- Montage : Cristiano Travaglioli
- Musique : Giuliano Taviani
- Production : Luigi Musini et Olivia Musini
- Sociétés de production : Cinemaundici, Babe Film
- Sociétés de distribution : Good Films (Italie)
- Pays d’origine :  Italie et  France
- Langue : italien (dialecte)
- Durée : 103 minutes
- Genre : drame
- Dates de sortie : 
  -  Italie : 29 août 2014 (Mostra de Venise 2014) ; 18 septembre 2014 (sortie nationale)
  -  France : 1er octobre 2014

## Distribution
- Barbora Bobulova
- Fabrizio Ferracane
- Anna Ferruzzo
- Giuseppe Fumo
- Marco Leonardi
- Peppino Mazzotta
- Pasquale Romeo
- Bruno Armando

## Distinctions

### Récompenses
- David di Donatello 2015 :
  - Meilleur film
  - Meilleur réalisateur
  - Meilleur scénario
  - Meilleur producteur
  - Meilleur directeur de la photographie
  - Meilleur monteur
  - Meilleure chanson originale
  - Meilleure musique

### Sélections
- Festival international du film de Toronto 2014 : sélection « Contemporary World Cinema »
- Festival international du film de Venise 2014 : sélection officielle